# 扶余神宮
扶余神宮（ふよじんぐう）は、日本統治下の朝鮮・忠清南道扶余郡に創建予定だった神社である。造営の途中で日本の敗戦をむかえ、鎮座されることはなかった。
扶余（古名は泗沘）は、日本と関係の深かった百済の最後の都があった地である。朝鮮総督府はこの地に扶余神宮を創建し、扶余を「神都」とすることを計画し、1939年（昭和14年）6月15日に官幣大社として創立された。祭神は朝鮮と関係の深い応神天皇・神功皇后（三韓征伐）および斉明天皇・天智天皇（白村江の戦い）とすることを予定していた。1943年（昭和18年）の鎮座を目指していたが、社殿の基礎工事がほぼ完了した程度で1945年（昭和20年）8月の敗戦をむかえ、11月17日に廃止された。